# Дериджи, Ирем
Ирем Дериджи (тур. İrem Derici, род. 21 марта 1987) — турецкая певица. Стала известна в начале 2010-х годов в Турции благодаря своим синглам «Zorun Ne Sevgilim», «Kalbimin Tek Sahibine» и «Dantel».

## Биография
Родилась 21 марта 1987 года в семье Хулуси Дериджи и Жале Эдиз. С 4 лет играла на пианино, позднее училась игре на пианино в консерватории при Университете изящных искусств имени Мимара Синана. Изучала социологию в Стамбульском университете Бильги, в период обучения приняла участие в певческом конкурсе «O Ses Türkiye» (турецкой версии шоу «Голос»), в котором дошла до полуфинала. Вскоре вступила в группу «Monopop», в её составе начала выступать по всей Турции.
Профессиональная карьера Дериджи началась в 2012 году, когда она выпустила сингл «Bensiz Yapamazsın». В 2013 года вышел её второй сингл «Düşler Ülkesinin Gelgit Akıllısı», в сентябре 2013 года — первый макси-сингл «İki». «Sevgi Olsun Taştan Olsun» стала первой песней из этого альбома, для которой был снят клип, «Zorun Ne Sevgilim» — второй. Она 3 недели удерживала вторую строчку в чарте «топ-20 песен на турецком языке». После этого Дериджи выпустила новый сингл «Neredesin Sen?», написанный Нешетом Эрташем.
В 2014 году сингл Дериджи стал в Турции настоящим хитом, а также набрал миллионы просмотров на «Ютубе». В том же году вышел её второй макси-сингл «Üç», а также два клипа для песен «Bir miyiz?» и «Nabza Göre Şerbet». «Nabza Göre Şerbet» заняла третье место в турецком чарте. В марте и, соответственно, сентябре 2015 года вышли синглы Дериджи «Değmezsin Ağlamaya» and «Aşk Eşittir Biz». Последний из них занял первую строчку музыкального чарта Турции. В том же году Дериджи вместе с Эмрахом Карадуманом выпустила альбом «Tozduman», а также приняла участие в создании песни Карадумана «Nerden Bilecekmiş».
В феврале 2016 года под лейблом «GNL Entertainment» Дериджи выпустила свой первый студийный альбом «Dantel». Входившая в него песня «Dantel» на протяжении четырёх недель занимала первую строчку музыкального чарта Турции.
С 11 июля по 21 сентября 2016 года была судьёй на певческом конкурсе «Rising Star Türkiye».
В 2017 году принимала участие в создании альбома Мустафы Джеджели «Zincirimi Kırdı Aşk» и снялась в клипе на песню «Kıymetlim». Дериджи вместе с Гёкче снялась в клипе на сингл Йонджи Эвджимик «Kendine Gel». В том же году Дериджи выпустила сингл «Tektaş», который достиг 8-й строки турецкого чарта. Позднее исполнила песню «Sevimli» для фильма «Bekâr Bekir». В ноябре того же года выпустила сингл «Bazı Aşklar Yarım Kalmalı», он достиг третьей строки турецкого чарта.
В августе 2018 года выпустила второй студийный альбом «Sabıka Kaydı». В тот же день для главной песни альбома «Ben Tek Siz Hepiniz» вышел клип In February 2019, Derici released her tenth single «Meftun»,. В феврале 2019 года вышел десятый сингл Дериджи «Meftun». 31 мая 2019 года выпустила альбом «Mest Of», в который вошли 8 турецких песен, популярных в 1990-х годах. По мнению Майка Шишмана из «Milliyet», этот альбом является «успешной идеей», а лучшей его частью является «Bende Hüküm Sür».

### Личная жизнь
С 13 сентября 2014 по 22 марта 2016 состояла в браке с аранжировщиком Рызой Эсендемиром.